# Mattias Rahm
Johan Mattias Rahm (Gotemburgo, 12 de marzo de 1973) es un deportista sueco que compitió en vela en las clases Europe y 470.
Ganó dos medallas en el Campeonato Mundial de 470, plata en 1999 y bronce en 1998, y una medalla de oro en el Campeonato Europeo de 470 de 1999. También obtuvo dos medallas de oro en el Campeonato Mundial de Europe, en los años 1994 y 1995.

## Palmarés internacional
| Campeonato Mundial | Campeonato Mundial       | Campeonato Mundial | Campeonato Mundial |
| Año                | Lugar                    | Medalla            | Clase              |
| ------------------ | ------------------------ | ------------------ | ------------------ |
| 1994               | La Rochelle (Francia)    | Medalla de oro     | Europe             |
| 1995               | Auckland (Nueva Zelanda) | Medalla de oro     | Europe             |

| Campeonato Mundial | Campeonato Mundial    | Campeonato Mundial | Campeonato Mundial |
| Año                | Lugar                 | Medalla            | Clase              |
| ------------------ | --------------------- | ------------------ | ------------------ |
| 1998               | El Arenal (España)    | Medalla de bronce  | 470                |
| 1999               | Melbourne (Australia) | Medalla de plata   | 470                |
| Campeonato Europeo |                       |                    |                    |
| Año                | Lugar                 | Medalla            | Clase              |
| 1999               | Zadar (Croacia)       | Medalla de oro     | 470                |